# Anshan

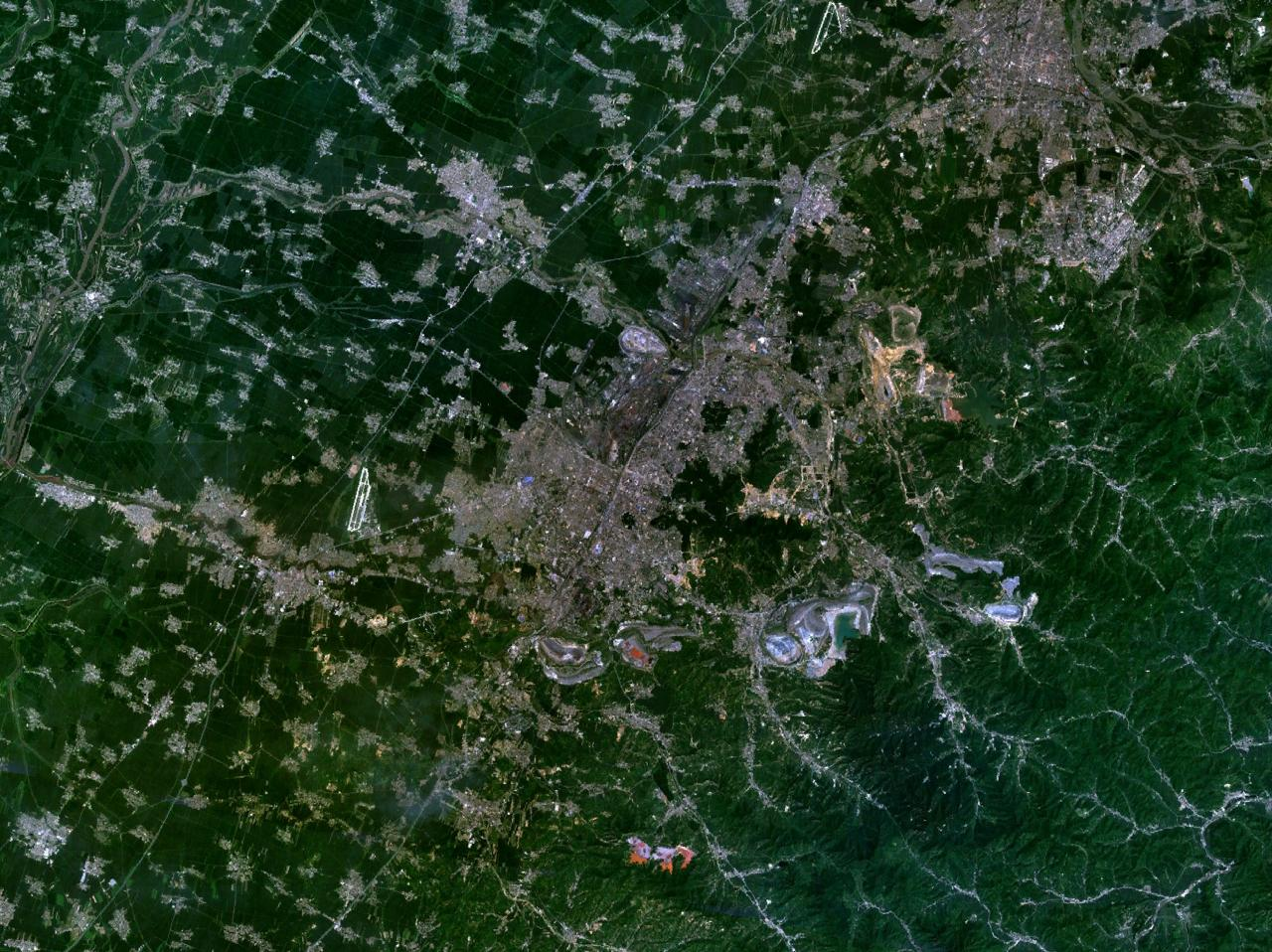
Zdjęcie satelitarne miasta

Anshan (chiń. 鞍山; pinyin Ānshān) – miasto o statusie prefektury miejskiej w północno-wschodnich Chinach, w prowincji Liaoning, przy linii kolejowej Changchun-Dalian. W 2010 roku liczba mieszkańców miasta wynosiła 1 192 903. Prefektura miejska w 1999 roku liczyła 3 402 643 mieszkańców. Wielki ośrodek hutnictwa żelaza, przemysłu maszynowego, metalowego i chemicznego; w pobliżu Anshan wydobywa się rudę żelaza oraz magnezu.

## Miasta partnerskie
- Amagasaki, Japonia
- Sheffield, Wielka Brytania
- Bursa, Turcja
- Clermont-Ferrand, Francja
- Lipieck, Rosja
- Birmingham, Stany Zjednoczone
- Ansan, Korea Południowa
- Holon, Izrael